# 金格山脈
金格山脈是南極洲的山脈，位於維多利亞地西北部，屬於康科德山脈的一部分，西面以利奇山為界，長22公里、寬8公里，以美國氣象學家命名。
71°52′S 165°03′E / 71.867°S 165.050°E